# سامسونگ اس‌پی‌اچ-آی۵۰۰
سامسونگ اس‌پی‌اچ-آی۵۰۰ یک‌نمونه از گوشی‌های تلفن همراه سری I شرکت سامسونگ می‌باشد  که توسط همین شرکت به بازار عرضه شده‌است.